# Barbara Parker (escritora)
Barbara Parker (Columbia, Carolina del Sur, 28 de enero de 1947 – 7 de marzo de 2009) fue una escritora de misterio estadounidense. Escribió 12 novelas, cuya primera de ellas, Suspicion of Innocence, llegó a ser finalista del Premio Edgar por la mejor primera novela de misterio de un autor estadounidense. Parker formó parte de la junta nacional de Mystery Writers of America y fue presidente de su comité de miembros durante dos años.

## Biografía
Parker nació en Columbia, Carolina del Sur antes de que su familia se trasladase a Florida. Allí estudió arte dramático en la Universidad del Sur de Florida y derecho en la Universidad de la Escuela de Derecho de Miami. Después de graduarse, se convirtió en fiscal en la oficina del fiscal del estado de Florida antes de pasar ocho años dirigiendo su propio bufete. Escribió una historia de aventuras para entretener a su hijo y brindarle una alternativa a su carrera legal. Luego dejó su práctica legal y aceptó un trabajo como asistente legal en un importante bufete de abogados para ganar dinero mientras desarrollaba su carrera como escritora, sin decirle a su empleador que era abogada. Escribía mientras viajaba en autobús al centro de Miami.
Asistió a la Universidad Internacional de Florida, donde su tesis se convirtió en la génesis de Suspicion of Innocence, su primera novela. La novela fue finalista del Premio Edgar a la mejor primera novela de misterio de un autor estadounidense y fue filmada como "Sisters and Other Strangers", presentada como una "Película de la semana de ABC". Les Standiford, director del programa de escritura creativa de FIU, la llamó "una de mis primeras grandes alumnas" que "se convirtió en una escritora maravillosa. Siempre la he visto como una maravillosa embajadora del programa de creación de escritura. Estamos orgullosos de reclamarla como una de las nuestras."
La serie de novela Suspicion giró en torno a los abogados de Miami Gail Connor y Anthony Quintana, y sus experiencias en el cambiante entorno demográfico del sur de la Florida. Investigó sus libros cuidadosamente, pasando tiempo con bailarines de ballet y policías, modelos de moda y bandas de rock mientras obtenía material para sus libros. Ferviente opositora al régimen castrista, visitó Cuba tres veces, donde llevó libros para ayudar a los cubanos a establecer su propia biblioteca independiente. Sus libros Suspicion of Deceit y Suspicion of Betrayal entraron en la lista de mayores ventas por el New York Times.
Murió el 7 de marzo de 2009 en el Hospice By The Sea de Boca Raton (Florida).

## Obras
Barbara Parker - Florida 
Suspicion Series
- Suspicion of Innocence (1994)
- Suspicion of Guilt (1995)
- Suspicion of Deceit (1998)
- Suspicion of Betrayal (1999)
- Suspicion of Malice (2000)
- Suspicion of Vengeance (2001)
- Suspicion of Madness (2003)
- Suspicion of Rage (2005)

Otros
- Blood Relations (1994)
- Criminal Justice (1997)
- The Perfect Fake (2006)
- The Dark of Day (2008)
- The Reckoning (2009) (inacabado)